# Coupe baltique de futsal
La Coupe baltique de futsal est un championnat du futsal des Pays Baltes organisé par l'UEFA.

## Palmarès
| Année | Lieu      | Champion | Finaliste | Troisième | Quatrième |
| 2008  | Ogre      | Lettonie | Lituanie  | Estonie   | N/A       |
| 2010  | Ogre/Riga | Lettonie | Lituanie  | Estonie   | N/A       |
| 2013  | Ogre      | Lettonie | Lituanie  | Estonie   | N/A       |
| 2014  | Kėdainiai | Lettonie | Lituanie  | Estonie   | N/A       |
| 2015  | Kiili     | Finlande | Lettonie  | Estonie   | Lituanie  |
| 2016  | Jelgava   | Lettonie | Lituanie  | Estonie   | N/A       |
| 2017  | Kiili     | Lituanie | Lettonie  | Estonie   | N/A       |
| 2018  |           |          |           |           | N/A       |

## Bilan par nation
Le tableau suivant présente le bilan par nation ayant atteint au moins une fois le dernier carré.
| Rang | Équipe   | Vainqueur | Finaliste | Troisième | Édition(s) gagnée(s) | Participations |
| ---- | -------- | --------- | --------- | --------- | -------------------- | -------------- |
| 1    | Lettonie | 5         | 2         | 0         | 5                    | 7              |
| 2    | Lituanie | 1         | 5         | 0         | 1                    | 7              |
| 3    | Finlande | 1         | 0         | 0         | 1                    | 1              |
| 4    | Estonie  | 0         | 0         | 7         | 0                    | 7              |

## Statistiques
| Équipe   | J  | V  | N | D  | BM | BE | DB  | Pts |
| -------- | -- | -- | - | -- | -- | -- | --- | --- |
| Lettonie | 15 | 11 | 2 | 2  | 65 | 26 | +39 | 35  |
| Lituanie | 15 | 6  | 2 | 7  | 41 | 40 | +1  | 20  |
| Estonie  | 15 | 1  | 3 | 11 | 23 | 66 | -43 | 6   |
| Finlande | 3  | 2  | 1 | 0  | 9  | 4  | +5  | 7   |

## Meilleur buteur du tournoi par édition
| Joueuse                                 | Buts | Sél. | Année |
| --------------------------------------- | ---- | ---- | ----- |
|                                         | ?    | ?    | 2008  |
|                                         | ?    | ?    | 2010  |
|                                         | ?    | ?    | 2013  |
| Germans Matjušenko                      | 3    | 2    | 2014  |
| Maksims Seņs                            | 8    | 3    | 2015  |
| Maksims Seņs                            | 3    | 2    | 2016  |
| Justinas Zagurskas et Arturs Jerofejevs | 3    | 2    | 2017  |

## Liste des fédérations membres
| Membres  |
| Estonie  |
| Lituanie |
| Lettonie |
| Finlande |